# Jacek Merkel

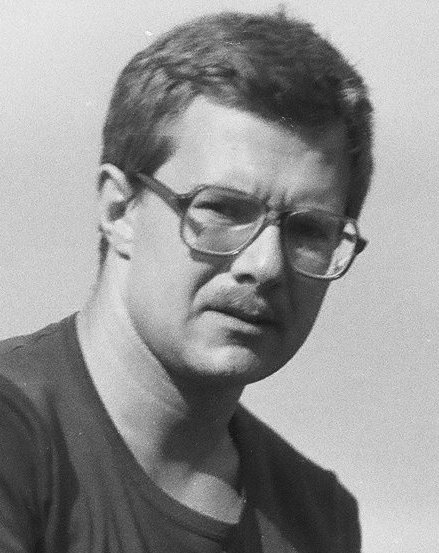
Jacek Merkel (1986)

Jacek Aleksander Merkel (* 20. November 1954 in Toruń) ist ein polnischer Politiker (KLD, UW, PO). Von 1989 bis 1993 gehörte er dem Sejm in dessen X. (Volksrepublik) und I. (Dritte Republik) Wahlperiode an.

## Leben und Beruf
Jacek Merkel studierte Schiffbau an der Technischen Universität Danzig und schloss das Studium 1978 ab. Anschließend arbeitete er bis 1983 im Planungs- und Konstruktionsbüro der Danziger Lenin-Werft. Von 1991 bis 1993 war er Präsident der Solidarność-Bank und anschließend bis 1999 in selber Funktion beim Unternehmen Caravana Polsko-Arabska tätig. Anschließend arbeitete er unter anderem für Prokom Software. 2004 machte er sich selbständig.

## Politik
Merkel beteiligte sich am August-Streik 1980 auf der Danziger Lenin-Werft. Er wurde Mitglied der unabhängigen Gewerkschaft Solidarność und gehörte deren Führung auf regionaler und nnationnaler Ebene an. Nach Ausrufung des Kriegsrechts wurde er mehr als ein Jahr interniert.
Er nahm 1989 an den Gesprächen am Runden Tisch teil und wurde bei der halb-freien Wahl im Juni 1989 als Vertreter des Bürgerkomitees „Solidarność“ in den Sejm gewählt. Bei der Präsidentschaftswahl 1990 war er Wahlkampfleiter von Lech Wałęsa. Nach dessen Wahlsieg übernahm er bis März 1991 das Amt des Staatsministers für Nationale Sicherheit in der Präsidentenkanzlei. Bei den ersten vollständig freien Wahlen 1991 wurde er für den Kongres Liberalno-Demokratyczny (KLD) in den Sejm gewählt. Dort gehörte er der Fraktion „Polski Program Liberalny“ an, die vom KLD dominiert wurde. Mit dem Scheitern des KLD an der Sperrklausel bei den Wahlen 1993 – die Partei, deren Wahlkampfleiter Merkel gewesen war, erhielt nur 4,0 % der Stimmen – schied er aus dem Sejm aus. Durch den Zusammenschluss des KLD mit der Unia Demokratyczna wurde er 1994 Mitglied des Fusionsprodukts Unia Wolności und war bis 2001 deren Mitglied. 2001 gründete er gemeinsam mit Maciej Płażyński, Donald Tusk und Andrzej Olechowski die Platforma Obywatelska, zog sich jedoch bald darauf aus der Politik zurück.

## Ehrungen
- 2011 Kommandeurkreuz des Ordens Polonia Restituta[5] (von ihm jedoch abgelehnt)[6]